# Faux Rêveur
Albums de Marc Lavoine
Paris
(1991) Best of 1985/1995
(1995)
Singles
1. Tu me suffiras
Sortie : 14 octobre 1993
2. On n'ira jamais à Venise
Sortie : 10 mars 1994
3. Faux Rêveur
Sortie : 24 octobre 1994

Faux Rêveur est le cinquième album de Marc Lavoine sorti le 10 octobre 1993 France.

## Liste des titres
| No  | Titre                    | Paroles                      | Musique          | Durée |
| --- | ------------------------ | ---------------------------- | ---------------- | ----- |
| 1.  | L'Oppidum gaulois        | Marc Lavoine                 | Fabrice Aboulker | 5:12  |
| 2.  | Tu me suffiras           | M. Oats                      | O. Menor         | 4:20  |
| 3.  | Je compte jusqu'à dix    | Marc Lavoine                 | Fabrice Aboulker | 4:03  |
| 4.  | L'Aventure humaine       | M. Oats                      | O. Menor         | 5:06  |
| 5.  | Elle dit                 | Pierre Grillet, Marc Lavoine | Fabrice Aboulker | 4:09  |
| 6.  | On n'ira jamais à Venise | Marc Lavoine                 | Fabrice Aboulker | 6:06  |
| 7.  | L'Amour sous la pluie    | Marc Lavoine                 | Fabrice Aboulker | 4:30  |
| 8.  | Elles                    | Marc Lavoine                 | Fabrice Aboulker | 3:57  |
| 9.  | Chewing-gum              | Marc Lavoine                 | Fabrice Aboulker | 4:31  |
| 10. | J'travaille pas          | Pierre Grillet, Marc Lavoine | Fabrice Aboulker | 5:04  |
| 11. | Faux Rêveur              | Marc Lavoine                 | Fabrice Aboulker | 4:40  |
| 12. | Ici-bas                  | M. Oats                      | O. Menor         | 5:13  |
| 13. | Poussière                | Pierre Grillet, Marc Lavoine | Fabrice Aboulker | 4:30  |